# 24 de Febrero, Sonora
24 de Febrero är en ort i Mexiko.   Den ligger i kommunen Huatabampo och delstaten Sonora, i den västra delen av landet, 1 300 km nordväst om huvudstaden Mexico City. 24 de Febrero ligger 60 meter över havet och antalet invånare är 316.
Terrängen runt 24 de Febrero är platt. Runt 24 de Febrero är det ganska tätbefolkat, med 67 invånare per kvadratkilometer. Närmaste större samhälle är Emigdio Ruiz, 17,0 km sydost om 24 de Febrero. Trakten runt 24 de Febrero består till största delen av jordbruksmark.